# Rubes Triva
Rubes Triva (Mantova, 16 febbraio 1921 – Modena, 29 dicembre 2001) è stato un politico italiano.
Sindaco di Modena dal 17 marzo 1962 al 16 aprile 1972 e parlamentare della Repubblica dal 1972 al 1987, è stato inoltre amministratore locale, presidente dell'ANCI nel medesimo periodo in cui è stato sindaco di Modena, e presidente di Federambiente tra la fine degli anni ottanta e gli anni novanta.

## Gli inizi della sua carriera politica
Diplomatosi maestro elementare, partecipò alla lotta di Liberazione facendo parte del CLN di Modena in rappresentanza del PCI al quale aderì nel 1944. Dopo la vittoria contro il nazifascismo fu nominato dal CLN assessore al Comune di Modena e fu poi vice presidente della Provincia, dal 1951 al 1960. Succedette quindi ad Alfeo Corassori, il primo storico sindaco di Modena del dopoguerra.

## Gli incarichi ed i ruoli che ha ricoperto
Deputato alla Camera per il PCI dal 1972 e presidente dell'Associazione Nazionale Comuni Italiani, Rubes Triva ha guidato la città di Modena per undici anni, stimolandone la crescita con le scelte di sviluppo dei servizi sociali e culturali dell'amministrazione pubblica. Fu promotore del “Festival nazionale del libro economico”; avviò la politica degli asili nido, delle scuole dell'infanzia e del tempo pieno nelle scuole elementari; fu motore di iniziative per lo sviluppo economico della città emiliana. Dotato di grande intuito, seppe sempre coglierne in anticipo le necessità, aprendo la strada verso la conquista dei primi posti nella graduatoria nazionale del benessere civile ed economico. La ricchezza della sua esperienza di vita è testimoniata dai tanti incarichi che ha ricoperto: in Parlamento, dove fu riconfermato fino al 1987; nella presidenza dell'ANCI; nella direzione della politica degli enti locali del PCI, interpretando sempre al meglio la sua funzione di uomo pubblico e di dirigente politico.
Nell'ultimo decennio della sua vita, Triva entrò negli organi dirigenti dell'ANPI, in qualità di membro dell'esecutivo provinciale e della redazione di Resistenza Oggi. Aderì ai DS e fu delegato all'ultimo congresso di Modena, a cui non poté partecipare per ragioni di salute.

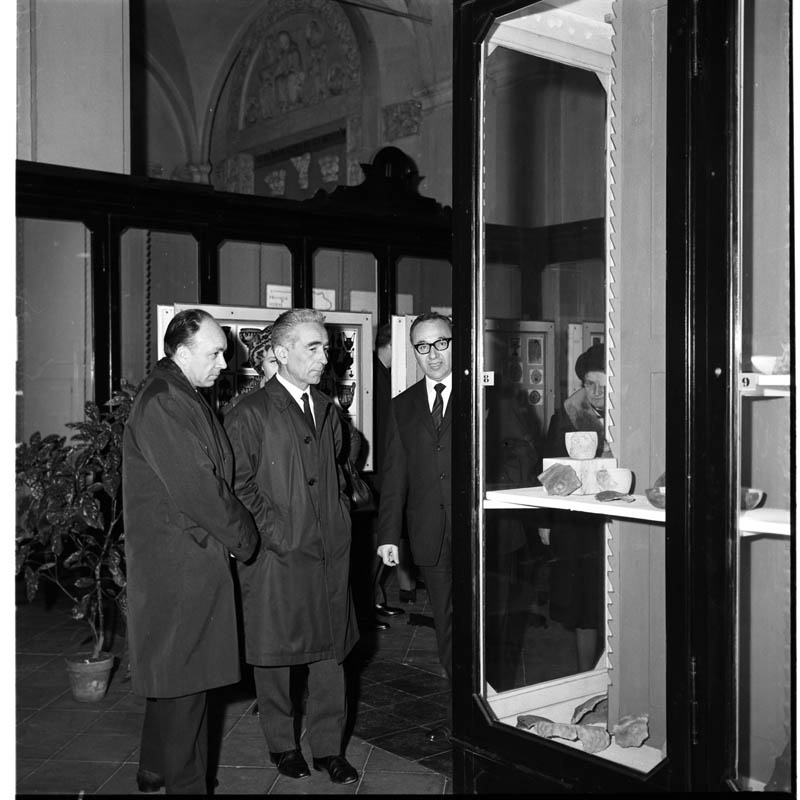
Da sinistra: Liliano Famigli, Rubes Triva e Benedetto Benedetti al Museo Civico Archeologico di Modena, 1967Comune di Modena, Fondo Botti & Pincelli

### La cultura per la formazione dei cittadini
Dal secondo dopoguerra agli anni Settanta del Novecento, a Modena l'ente pubblico si qualifica come il maggiore protagonista della produzione culturale rivolta ai cittadini, da leggersi sullo sfondo di un più ampio progetto di riforme e di rinnovamento sociale.
Assieme ai suoi più stretti collaboratori, Rubes Triva ne rappresenta una delle figure più significative.
Fin dal 1946, il Comune di Modena rivendica il diritto-dovere di occuparsi di cultura individuando in essa i valori della democrazia e della libertà sui quali è cresciuta la Resistenza italiana. Di quegli anni lo stesso Triva ricorda: «C’era questa coraggiosa volontà di portare anche sul fronte della cultura il concetto della liberazione, che avrebbe significato sprovincializzare la nostra città, inserirla di nuovo nel circuito delle idee, delle correnti, delle tendenze»
Testimone di questo è il Premio Modena – I mostra nazionale di pittura del 1947. Nel 1960 Triva è assessore all'Istruzione (assessorato creato nell’aprile 1945 dalla prima giunta municipale dopo la Guerra di liberazione italiana); divento sindaco due anni dopo, l'incarico agli “Affari dell’Istruzione e della Cultura” è affidato a Germano Bulgarelli fino al 1964, e quindi a Liliano Famigli.
La profonda trasformazione economica, sociale e demografica vissuta dalla città nel quindicennio postbellico, il progressivo miglioramento delle generali condizioni di vita dei cittadini assieme al più generale cambiamento storico nazionale e internazionale, spingono gli amministratori comunali a definire l’idea del “servizio culturale” inteso come servizio pubblico per la diffusione della cultura su larga scala sociale. All'interno della costituenda “società dei servizi”, Famigli sostiene una concezione di cultura intesa come aspetto fondamentale per la formazione i cittadini alla pari ad esempio delle infrastrutture urbane o dei servizi sanitari, in quanto da essa dipende il progresso e il miglioramento della società attraverso la loro partecipazione nella gestione della cosa pubblica: una consapevolezza che deriva dalla conoscenza dei fatti del passato e del presente, dalla cui “democratica” pluralità di voci si individua la formazione del senso critico individuale. Più a monte però vi è una visione politica che nasce dalla condivisione di un patrimonio comune di valori e idee. Tra le i risultati più significativi raggiunti in ambito culturale da parte dell'amministrazione modenese si segnala ad esempio il rilancio del Teatro comunale e la costituzione nel 1964 dell’ATER (Associazione dei teatri emiliano romagnoli), l’apertura della Sala di Cultura nel settembre 1958 (che nel 1974 diverrà Galleria civica di Modena), la realizzazione del Festival del Libro Economico (appuntamento annuale dal 1962 al 1969, a cui partecipano i maggiori editori nazionali e vi si tengono incontri con ospiti di punta del dibattito contemporaneo), la creazione della “rete” delle biblioteche di quartiere a partire dal 1966 e nel 1972 quella dell’Assessorato alla cultura, istituito dal nuovo sindaco Bulgarelli, succeduto a Rubes Triva, e affidato ad Alessandro Magni. Ampliando lo sguardo, quegli anni sono stati definiti come quelli dell'utopia «nel corso dei quali le politiche sociali del comune modenese si dispiegano ora a tutto campo in nuovi settori (cultura, spettacolo, sport, socialità) e si intensificano nei settori tradizionali, come la sanità e l’assistenza all’infanzia con l’istituzione di decine di nuove sezioni di scuole per l’infanzia), gli anziani e la casa, fino all’impegno per la realizzazione della Facoltà di economia e Commercio nel 1968 grazie all’azione di Provincia, Comune e Camera di Commercio»
Riguardo al più stretto collegamento tra scuola e cultura, «le idee di Triva sono molto precise: non si deve pensare alla scuola solo come a un mezzo che poi dà uno sbocco occupazionale: “la cultura è un valore in sé, un’arma di difesa, lo strumento per creare risposte critiche”. Per questo Modena, quando ancora non si era risolto appieno il problema dell’occupazione, investì ugualmente molto per la Sala di Cultura e per il Teatro, non solo per riempire il tempo libero dei cittadini, bensì perché aveva intuito “l’importanza della cultura come fatto di libertà”».

### Il rinnovamento degli istituti culturali modenesi e il Museo Civico
Il più ampio rinnovamento culturale che interessa la città, investe dunque anche il Museo Civico di Modena. Gli amministratori però intendono procedere nella non semplice opera di «svecchiamento delle strutture e del personale», ampliando la sua attività di  «di tutela e conservazione in servizi promotori di iniziative culturali» così da rispondere sia agli studiosi che alle esigenze del pubblico contemporaneo e di tutte le età. Significative sono le parole di Famigli in proposito: «Se i vecchi, antichi istituti culturali tradizionali, creati per una cultura di élite, creati per una cultura di privilegiati, siano ancora validi in una situazione nuova dove l’area dei consumatori di cultura si sta sempre più allargando […]. Se noi li trasformiamo in modo adeguato, se li gestiamo democraticamente, se togliamo il polverume, il vecchiume di secoli, questi istituti possono diventare efficaci strumenti di dibattito, di scontro, di idee, di divulgazione scientifica».
Risponde a questo, il nuovo Regolamento degli istituti culturali del Comune di Modena, definito nel 1963 e rimasto in vigore per dieci anni, in cui si ridefinisce l’organizzazione degli istituti del Palazzo dei Musei di Modena affidando ad ognuno un direttore. Tra questi, assieme alla Biblioteca Civica d’Arte Luigi Poletti, il Museo civico del Risorgimento, l’Archivio Storico e la Sala di Cultura (direttore è Oscar Goldoni), vi è il Museo Civico che suddiviso nelle due sezioni di Museo Civico Archeologico-Etnologico e Museo Civico d’Arte vede le rispettiva direzione in Benedetto Benedetti e il Gabriella Guandalini. Al fine di perseguire le nuove finalità culturali, la giunta municipale delibera la nomina di un Comitato Esecutivo da affiancare ai direttori dei vari istituti. Presidente è Liliano Famigli e tra i componenti vi è l’artista Franco Vaccari.Oltre alle mostre e al riordino delle collezioni, il Museo Civico potenzia l’attività didattica e il rapporto con le scuole, attraverso visite rivolte agli studenti e incontri di formazione per gli insegnanti della scuola dell’obbligo dedicati alla conoscenza della storia della città e del territorio.

## Gli ultimi giorni e la malattia
Nel dicembre 1998 Rubes Triva subisce un primo intervento chirurgico per l'asportazione di un tumore al polmone. Inizia per lui un periodo di convalescenza forzata e di riposo che lo allontana parzialmente dalla vita politica attiva. Nell'aprile del 2001 subisce un secondo intervento a causa della ricomparsa della malattia. Nonostante la sua salute sia ormai minata dal progredire della malattia e nonostante le cure non gli permettano più una vita completamente normale, con grande dignità e forza d'animo, Rubes Triva partecipa, per quanto gli è possibile, ai lavori dell'ultimo Congresso DS cittadino.
Muore il 29 dicembre 2001 all'età di 80 anni all'ospedale civile di Modena, assistito dal Prof. Enrico de Micheli e dai suoi collaboratori. Al suo fianco al momento della morte, la moglie Luciana, Riccardo Regoti (che per Triva e sua moglie è stato come un figlio) ed i parenti più stretti. Rubes Triva ha desiderato i suoi funerali in forma strettamente privata. La sua salma riposa nel cimitero di San Cataldo, accanto alle tombe di altri due sindaci di Modena, Mario Del Monte e Pier Camillo Beccaria.
Nel 2011 il Comune di Modena ha intitolato a Rubes Triva una via nella zona dell'ex mercato bestiame.
In occasione del centenario della nascita il Comune di Modena gli ha intitolato l'area verde di Modena Est tra via Beethoven e via 9 gennaio.